# 華盛頓 (新澤西州)
華盛頓（英語：Washington）是位於美國新澤西州沃倫縣的自治市鎮。

## 人口
根據2020年美國人口普查的數據，華盛頓的面積為5.10平方千米，當中陸地面積為5.09平方千米，而水域面積為0.01平方千米。當地共有人口7299人，而人口密度為每平方千米1,431人。